# Maurice Aliger
 (septembre 2018).
Si vous disposez d'ouvrages ou d'articles de référence ou si vous connaissez des sites web de qualité traitant du thème abordé ici, merci de compléter l'article en donnant les références utiles à sa vérifiabilité et en les liant à la section « Notes et références ».
Maurice Aliger, né le 10 février 1913 à Nages-et-Solorgues et mort le 29 juin 1993 à Nîmes, est un archéologue français.

## Biographie
Fils d'un ouvrier agricole devenu tonnelier, Maurice Aliger naît en février 1913 à Nages-et-Solorgues. 
Devenu lui-même ouvrier agricole, il passe plusieurs concours administratifs et entre dans les chemins de fer, à Alès puis Paris.
Père d'une fille, veuf en 1940, il se remarie en 1949.
Atteint par la tuberculose osseuse, il doit passer deux ans au sanatorium du Grau-du-Roi ; il en profite alors pour compulser toute la littérature sur la Vaunage, sa région d'origine. Dans la ligne de précurseurs de l'archéologie vaunageole, comme Félix Mazauric ou Émile Marignan, il découvre sur l'oppidum de Nages un sanctuaire des Volques arécomiques, et dirige plusieurs campagnes de fouilles, ce qui lui vaut les hommages d'Henri-Paul Eydoux dans Résurrection de la Gaule. En 1963, remplacé sur le site de Nages par Michel Py, il reste cependant associé aux travaux de recherche.
Également numismate et céramologue, il s'intéresse aux monnaies découvertes à Nages et découvre d'autres sites en Vaunage, comme la station moustérienne du moulin de Lautier (Calvisson). Versé en outre dans le domaine proprement historique, « mémoire de la terre et des hommes de la Vaunage », il forme le projet d'écrire une « histoire globalisante de la Vaunage, des origines à nos jours » : d'où Préhistoire de la Vaunage (1976), Protohistoire de la Vaunage (1977) ou La Vaunage gallo-romaine (1980), suivis de cinq autres volumes. Protestant « détaché de toute pratique », il s'intéresse aussi à l'histoire religieuse de sa région, notamment à partir de la Réforme. Son œuvre est continuée par Jean-Marc Roger (enseignant d'histoire à Nîmes), et l'Association Maurice-Aliger, fondée en 1984, qui anime divers colloques.
Élu membre de l'Académie de Nîmes en 1973, il préside cette société en 1984.
Il meurt en juillet 1993.

## Ouvrages
- Le Moyen Âge en Vaunage, Nîmes, chez l'auteur, 1982 (BNF 34719295).
- La Vaunage au temps des Nogaret (XIVe siècle), Nîmes, chez l'auteur, 1983 (BNF 36273710).
- En Vaunage : au XVIIe siècle, Nîmes, Lacour, coll. « Colporteur », 1991  (ISBN 2-86971-338-X)  — inachevé.
- Mescladis : mélanges (année 1943), Calvisson, Association Maurice-Aliger, 2013  (ISBN 978-2-9522910-7-1)  — posthume.